# 가모군 (기후현)

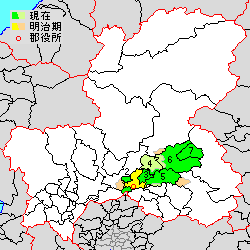
가모 군의 위치

가모군(일본어: 加茂郡, かもぐん)은 일본 기후현에 있는 군이다.
인구 43,970명, 면적 615.1km², 인구밀도 71.5명/km².(2025년 2월 1일, 추계인구)
이하 6정 1촌으로 구성된다.
- 가와베정(川辺町)
- 사카호기정(坂祝町)
- 시라카와정(白川町)
- 도미카정(富加町)
- 히치소정(七宗町)
- 야오쓰정(八百津町)
- 히가시시라카와촌(東白川村)

예전부터 가모군 전체에서 같은 생활권인 미노카모시에 편입하는 구상이 있었고, 2003년 4월 1일, 미노카모시와 가모군의 6정 1촌이 "미노카모시, 가모군 정촌 합병 협의회"를 설치했다. 그러나 2004년에 합병 찬반을 묻는 주민 투표가 실시되었을 때 미노카모시가 이를 부결시키면서 같은 해 말에 합병 협의회가 해산되고 구상은 무산되었다.

## 군역
1879년 행정 구역으로 발족할 당시의 군역은 아래 구역에 해당한다.
- 세키시의 일부
- 에나시의 일부
- 미노카모시 전역
- 게로시의 일부
- 사카호기정·도미카정·가와베정·히가시시라카와촌 전역
- 히치소정의 일부
- 야오쓰정의 대부분
- 시라카와정의 대부분

## 역사
- 1889년 7월 1일 - 정촌제 시행으로 아래의 정촌이 발족. (2정 53촌)
  - 야오쓰정(八百津町)(현존)
  - 오타정(太田町): 현 미노카모시
  - 사미촌(佐見村): 현 시라카와정
  - 히가시시라카와촌(東白川村)(현존)
  - 니시시라카와촌(西白川村), 구로카와촌(黒川村), 소하라촌(蘇原村): 현 시라카와정
  - 시오미촌(潮見村), 미나토촌(南戸村), 후쿠치촌(福地村): 현 야오쓰정
  - 이지촌(飯地村), 가와이촌(河合村): 현 에나시
  - 구타미촌(久田見村): 현 야오쓰정
  - 가미요시다촌(上吉田村): 현 히치소정, 야오쓰정
  - 와치촌(和知村): 현 미노카모시, 야오쓰정)
  - 가미요네다촌(上米田村): 현 가와베정
  - 시모요네다촌(下米田村): 현 미노카모시
  - 아사카와촌(麻川村): 현 가와베정, 히치소정)
  - 가와베촌(川辺村): 현 가와베정
  - 가와우라촌(川浦村), 쓰즈야촌(廿屋村): 현 미노카모시
  - 가시오촌(鹿塩村): 현 가와베정
  - 이부카촌(伊深村): 현 미노카모시
  - 가지타촌(加治田村), 다키다촌(滝田村), 하뉴촌(羽生村), 오야마촌(大山村), 다카하타촌(高畑村), 유다촌(夕田村): 현 도미카정
  - 히다세촌(肥田瀬村), 이모지야촌(鋳物師屋村), 이치히라가촌(市平賀村): 현 세키시
  - 오히라가촌(大平賀村): 현 도미카정
  - 니시타와라촌(西田原村), 이나구치촌(稲口村), 고하사마촌(小迫間村), 하사마촌(迫間村), 오스기촌(大杉村), 히가시타와라촌(東田原村): 현 세키시
  - 사카구라촌(酒倉村), 후카다촌(深田村), 오하리촌(大針村), 구로이와촌(黒岩村), 후카가야촌(深萱村), 가쓰야마촌(勝山村), 도리쿠미촌(取組村): 현 사카호기정
  - 이마이즈미촌(今泉村), 다카노스촌(鷹巣村), 이치하시촌(市橋村), 이나베촌(稲辺村), 가모노촌(加茂野村), 고노촌(木野村), 하치야촌(蜂屋村), 고비촌(古井村), 야마노우에촌(山之上村): 현 미노카모시
- 1893년 4월 7일 - 아사카와촌이 분할되어 일부에 가미카와베촌(上川辺村)이, 잔여부에 시모아소촌(下麻生村)이 각각 발족.(2정 54촌)
- 1895년 1월 1일 - 가지타촌의 일부가 오히라가촌에 편입.
- 1896년 11월 13일 - 시모아소촌이 정제 시행으로 시모아소정(下麻生町)이 됨.(3정 53촌)
- 1897년 4월 1일 - 아래의 정촌 통합이 이루어졌다. (4정 23촌)
  - 미와촌(三和村) ← 가와우라촌, 쓰즈야촌(현 미노카모시), 가시오촌, 가미카와베촌(일부)(현 가와베정)
  - 시오나미촌(潮南村) ← 시오미촌, 미나토촌(현 야오쓰정)
  - 구타미촌 ← 구타미촌(현 야오쓰정), 가미요시다촌(현 히치소정, 야오쓰정), 무기군 가미아소촌(일부)(현 히치소정)
  - 가와베정(川辺町) ← 가와베촌, 가미카와베촌(일부)(현존)
  - 도미오카촌(富岡村) ← 히다세촌, 이모지야촌, 이치히라가촌(현 세키시), 오히라가촌(현 도미카정)
  - 가모노촌 ← 이마이즈미촌, 다카노스촌, 이치하시촌, 이나베촌, 가모노촌, 고노촌(현 미노카모시)
  - 사카호기촌(坂祝村) ← 사카구라촌, 후카다촌, 오하리촌, 구로이와촌, 후카가야촌, 가쓰야마촌, 도리쿠미촌(현 사카호기정)
  - 다와라촌(田原村) ← 니시타와라촌, 고하사마촌, 이나구치촌, 하사마촌, 오스기촌, 히가시타와라촌(현 세키시)
  - 도미다촌(富田村) ← 다키다촌, 하뉴촌, 오야마촌, 다카하타촌, 유다촌(현 도미카정)
  - 가와이촌이 에나군 가사기촌의 일부이 됨.
- 1913년 7월 1일 - 도미오카촌의 일부가 가지타촌에 편입.
- 1924년 12월 1일 - 고비촌이 정제 시행으로 고비정(古井町)이 됨.(5정 22촌)
- 1948년
  - 4월 1일 - 이지촌의 소속이 에나군으로 변경.(5정 21촌)
  - 12월 10일 - 다와라촌의 일부가 무기군 세키정에 편입.
- 1949년 10월 1일 - 도미오카촌의 일부가 도미다촌에, 잔여부가 무기군 세키정에 각각 편입.(5정 20촌)
- 1950년
  - 8월 10일 - 사카호기촌의 일부가 오타정에 편입.
  - 10월 15일 - 다와라촌이 무기군 세키정에 편입. 세키정이 즉시 시제 시행으로 세키시가 되어, 군에서 이탈.(5정 19촌)
- 1952년 8월 1일 - 무기군 가미아소촌(上麻生村)의 소속이 가모군으로 변경.(5정 20촌)
- 1953년
  - 4월 1일 - 니시시라카와촌이 정제 시행과 개칭으로 시라카와정(白川町)이 됨.(6정 19촌)
  - 5월 1일 - 구타미촌의 일부가 가미아소촌에 편입.
- 1954년
  - 4월 1일 (4정 13촌)
    - 무기군 사카노히가시촌이 시라카와정에 편입.
    - 오타정·고비정·야마노우에촌·하치야촌·가모노촌·이부카촌·시모요네다촌 및 미와촌의 일부·와치촌의 일부가 합병하여, 미노카모시(美濃加茂市)가 발족, 군에서 이탈. 미와촌의 잔여부가 가와베정에 편입.

  - 7월 1일 - 도미다촌·가지타촌이 합병하여, 도미카촌(富加村)이 발족.(4정 12촌)
- 1955년
  - 1월 31일 - 와치촌이 야오쓰정에 편입.(4정 11촌)
  - 2월 1일 - 야오쓰정이 가니군 니시키쓰촌과 합병하여, 새로이 야오쓰정이 발족.
  - 2월 11일 - 가미아소촌이 무기군 가부치촌과 합병하여 히치소촌(七宗村)이 발족.
  - 3월 25일 - 미노카모시의 일부가 야오쓰정에 편입.
  - 4월 1일
    - 가와베정·가미요네다촌이 합병하여, 새로이 가와베정이 발족.(4정 10촌)
    - 시라카와정의 일부가 마시타군 가나야마정에 편입.
- 1956년 9월 30일(3정 4촌)
  - 시모아소정의 일부가 가와베정에, 잔여부가 히치소촌에 각각 편입.
  - 시라카와정·소하라촌·사미촌·구로카와촌이 합병하여, 새로이 시라카와정이 발족.
  - 시오나미촌·후쿠치촌·구타미촌이 야오쓰정에 편입.
- 1968년 10월 1일 - 사카호기촌이 정제 시행으로 사카호기정(坂祝町)이 됨.(4정 3촌)
- 1971년 4월 1일 - 히치소정이 정제 시행으로 히치소정(七宗町)이 됨.(5정 2촌)
- 1974년 7월 1일 - 도미카정이 정제 시행으로 도미카정(富加町)이 됨.(6정 1촌)